# The Confessions of Dr. Dream and Other Stories
The Confessions of Dr. Dream and Other Stories je páté sólové studiové album britského kytaristy Kevina Ayerse. Jeho nahrávání probíhalo ve studiích AIR a Ramport Studios v Londýně od února do března roku 1974. Album produkoval Rupert Hine a vyšlo v květnu 1974 u vydavatelství Island Records.

## Seznam skladeb
Autorem všech skladeb je Kevin Ayers
| Pořadí         | Název | Délka |
| -------------- | --- | ----- |
| 1.             | Day by Day | 3:36  |
| 2.             | See You Later | 0:28  |
| 3.             | Didn't Feel Lonely Till I Thought of You                                                                                          | 4:08  |
| 4.             | Everybody's Sometime and Some People's All the Time Blues                                                                         | 3:03  |
| 5.             | It Begins with a Blessing / Once I Awakened / But It Ends With a Curse                                                            | 8:14  |
| 6.             | Ballbearing Blues | 0:52  |
| 7.             | The Confessions of Doctor Dream“ A. „Irreversible Neural Damage“ B. „Invitation“ C. „The One Chance Dance“ D. „Doctor Dream Theme | 18:46 |
| 8.             | Two Goes Into Four | 1:53  |
| Celková délka: | Celková délka: | 41:20 |

| Bonusy na reedici z roku 2009 | Bonusy na reedici z roku 2009            | Bonusy na reedici z roku 2009 |
| Pořadí                        | Název                                    | Délka                         |
| ----------------------------- | ---------------------------------------- | ----------------------------- |
| 9.                            | Another Whimsical Song                   | 0:24                          |
| 10.                           | The Lady Rachel                          | 3:53                          |
| 11.                           | Stop This Train                          | 6:14                          |
| 12.                           | Didn't Feel Lonely 'til I Thought of You | 4:36                          |
| 13.                           | The Up Song                              | 3:18                          |
| 14.                           | After the Show                           | 2:37                          |
| 15.                           | Thank You Very Much                      | 3:01                          |

## Obsazení
- Kevin Ayers – kytara, zpěv
- Mark Warner – kytara
- Cal Batchelor – kytara
- Rupert Hine – klávesy
- Mike Moran – klavír
- Steve Nye – varhany
- John Perry – baskytara
- John Gustafson – baskytara
- Michael Giles – bicí
- Mike Oldfield – kytara
- Nico – zpěv v „Irreversible Neural Damage“
- Geoff Richardson – viola
- Mike Ratledge – varhany
- Ray Cooper – perkuse
- Lol Coxhill – altsaxofon
- Henry Crallan – klavír
- Ollie Halsall – kytara
- Rosetta Hightower – zpěv
- Hulloo Choir – zpěv
- Trevor Jones – baskytara
- Sean Milligan – zpěv
- Sam Mitchell – kytara
- Doris Troy – zpěv
- Joanne Williams – zpěv
- The G'Deevy Ensemble – perkuse